# Göran Marström
Göran Simon Marström (Åtvidaberg, 12 de outubro de 1942) é um velejador sueco, medalhista olímpico. Ele competiu nos Jogos Olímpicos de Verão de 1980 na classe Tornado e conquistou a medalha de bronze, ao lado de Jörgen Ragnarsson. Marström participou de mais três Olimpíadas na classe Tornado com diferentes parceiros.